# Daniel Sdunek
Daniel Sdunek (* 22. Januar 1980 in Essen, Deutschland) ist ein deutscher Handballtrainer und ehemaliger Handballtorwart. Seine Körpergröße beträgt 1,88 m.

## Karriere

### Spieler
Sdunek wurde als Handballer beim Bundesligisten TUSEM Essen ausgebildet und spielte dort in der 1. und 2. Mannschaft. In der Saison 2002/03 spielte er mit Essen im EHF-Pokal. Mit 23 Jahren wechselte Sdunek 2003 zum Zweitligisten HSG Düsseldorf, mit dem er in der Saison 2003/04 in die Bundesliga aufstieg. Zur Saison 2006/07 wechselte Sdunek zum Zweitligisten TV 08 Willstätt-Ortenau. In der Saison 2008/09 stand er für den Zweitligisten HR Ortenau im Tor, der unter anderem aus dem TV 08 Willstätt-Ortenau hervorgegangen war und nach Saisonende wegen Insolvenz aufgelöst wurde.
Im Sommer 2009 wechselte Sdunek zum damaligen Zweitligisten TV Bittenfeld. 2011 qualifizierte er sich mit dem TVB für die neu gegründete eingleisige 2. Handball-Bundesliga. Am Ende der Saison 2014/15 stieg er mit dem TVB in die Bundesliga auf.
Sdunek verließ den TV Bittenfeld im Sommer 2015 und wechselte zum Drittligisten TGS Pforzheim. Im Sommer 2017 kehrte Sdunek zum TV Bittenfeld zurück, um die 2. Mannschaft in der Württembergliga Nord zu verstärken. Aufgrund einer Verletzung von Johannes Bitter, dem Stammtorhüter der unter dem Namen TVB 1898 Stuttgart antretenden 1. Mannschaft des Vereins, kehrte Sdunek im November 2017 in den Erstligakader des TVB zurück. Am 10. Dezember 2017 bestritt er im Heimspiel gegen den SC DHfK Leipzig Handball sein erstes Bundesligaspiel für den TVB. Danach spielte er weiter in der 2. Mannschaft und stieg 2018 in die Oberliga auf. Im Sommer 2023 beendete er seine Spielerkarriere.

### Trainer
Sdunek hat die DHB Torhütertrainer Lizenz erworben und trainiert seit 2019 die Jugend-Torhüter des TVB 1898 Stuttgart. Im Januar 2023 übernahm er das Torwarttraineramt der Bundesligamannschaft des TVB 1898 Stuttgart. Zudem ist seit Februar 2024 als Torwarttrainer der deutschen Junioren-Nationalmannschaft tätig.

## Privat
Nach dem Abitur begann Sdunek ein Betriebswirtschaftsstudium, das er jedoch wieder abgebrochen hat. In einer Düsseldorfer Sportagentur absolvierte er ein Praktikum im Bereich Event/Marketing. Danach absolvierte er eine Ausbildung zum Industriekaufmann. Er arbeitet bei Kärcher, dem Hauptsponsor des TVB 1898 Stuttgart, im Marketing.
Sdunek ist verheiratet und hat zwei Kinder.